# Danilo Bertazzi
Danilo Bertazzi (Chivasso, Piemont, Olaszország, 1960. február 23.) olasz színész. Olaszországban 1999 és 2004 között Tonio Cartoniót alakította a Rai Tre olasz tévécsatorna Melevisione című gyermekműsorában. Olaszországban 2006-tól Danilo szerepét alakítja a Rai Tre olasz televízió-csatorna Trebisonda című gyermekműsorában.